# 洲仔 (香港)

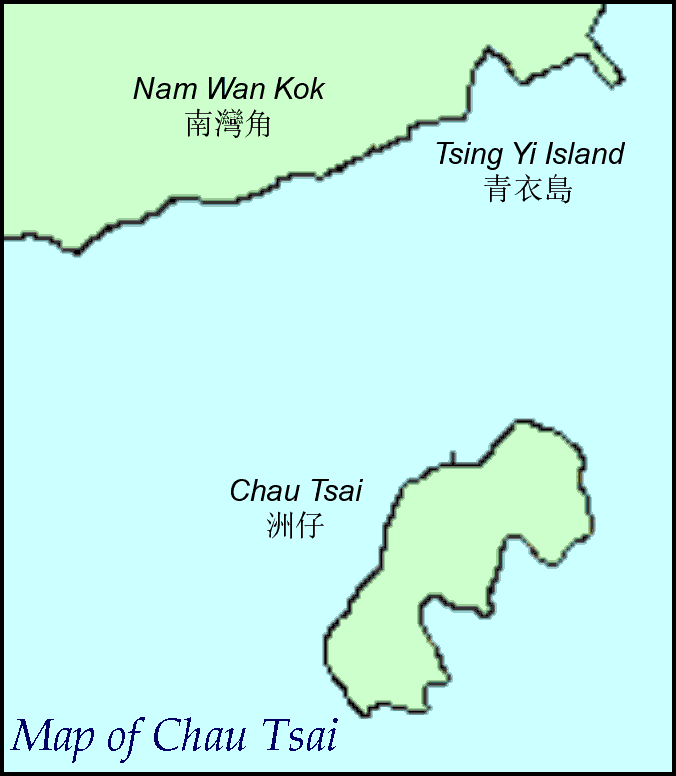
洲仔在填海前的位置。

洲仔（英語：Chau Tsai），又稱春花石，是香港一個曾經存在過的島嶼，地區行政上屬於葵青區。位於青衣島南灣角以南海面。
洲仔上並沒有居民居住。
在歷史文獻中，洲仔已被填海，連接到青衣島。現址興建了華潤公司（後改由中國石化管理）油庫。